# Pascal Zegwaard
Pascal Zegwaard (Assen, 2 mei 1977) is een Nederlands voormalig korfballer en huidig korfbalcoach. Hij werd in 2018 de hoofdcoach van DOS'46 uit Nijeveen dat in de Korfbal League speelt. Hij werd met deze ploeg in 2019 landskampioen op het veld. Hij werd echter in februari 2020 ontslagen bij de club.

## Speler
Zegwaard speelde korfbal bij VDW-OLS uit Assen.

## Begin als Coach
Zegwaard begon als coach bij ROG. Daarna was hij coach bij AVO van 2013 t/m 2018.

## DOS’46

### 2018-2019
In 2018 werd Zegwaard aangenomen als nieuwe hoofdcoach bij DOS'46, waar coach Daniël Hulzebosch vertrok. De club barstte van ambitie en was in seizoen 2017-2018 als 7e geëindigd in de Korfbal League en wilde binnen 3 jaar weer in de play-offs staan.
In seizoen 2018-2019, Zegwaards eerste seizoen voor de ploeg behaalde DOS’46 in de Korfbal League 15 punten, 3 punten meer dan het seizoen ervoor. Helaas was de ploeg nog niks opgeschoten qua ranglijst, want ook in dit seizoen stond de ploeg op de 7e plaats.
Op het veld deed de ploeg het echter uitstekend. DOS’46 werd 2e in de Hoofdklasse A en plaatste zich zodoende voor de kruisfinale. In deze kruisfinale versloeg DOS’46 PKC met 20-14 en plaatste zich voor de Nederlandse veldfinale. Tegenstander in deze finale was het Friese LDODK, die in de competitie 1e was geworden in de Hoofdklasse A. Echter bleek DOS'46 in deze eindstrijd beter, want het won de finale met 18-14, waardoor het Nederlands kampioen werd.

### 2019-2020
Voor seizoen 2019-2020 lag de lat voor DOS’46 hoog. De ploeg was net landskampioen veldkorfbal geworden en had de regerend topscoorder van Nederland, Jelmer Jonker in de gelederen.
In de veldcompetitie werd in de eerste seizoenshelft niet verloren en ging de ploeg vol vertrouwen de zaalcompetitie in. Hier stond DOS’46 na 14 speelronden met 16 punten op 6e plek en leek het nog kans te maken op een play-off plaats. Echter ontspoorde de samenwerking tussen Zegwaard en DOS’46. Vlak voor speelronde 15 werd bekendgemaakt dat DOS’46 Zegwaard had ontslagen als hoofdcoach. Zijn ontslag zorgde voor veel tumult, zeker aangezien DOS’46 onder zijn leiding 2 veldtitels had behaald en hij de ploeg in de zaal in de play-off race hield. Roger Hulzebosch werd aangesteld als interim coach.

## Wit-Blauw
Voor seizoen 2020-2021 is Zegwaard aangesteld als nieuwe hoofdcoach van Wit-Blauw uit Kampen.

## Erelijst
- Ereklasse veldkorfbal kampioen, 1 × (2019)
- Supercup veldkorfbal kampioen, 1x (2019)